# Calane da Silva
Raúl Alves Calane da Silva – connu au Mozambique sous le nom de « Calane da Silva » –, né le 20 octobre 1945 à Lourenço Marques (auj. Maputo) et mort le 29 janvier 2021, est un écrivain, poète, journaliste et universitaire mozambicain, qui fut professeur de littératures africaines de langue portugaise à l'université de Maputo (pt).

## Biographie
Son père, mort alors qu'il était âgé de huit ans, est Portugais et sa mère d'ascendance ronga (de). Dans le recueil de poèmes Dos Meninos da Malanga (1982), son œuvre la plus populaire, il évoque ses souvenirs d'enfance, au milieu des adolescents noirs et métis de Malanga, une banlieue de Maputo où persiste un taux élevé de criminalité.
Étudiant, il est sensible aux idées du NESAM (Núcleo de Estudantes Secundários Africanos de Moçambique), un mouvement nationaliste créé par Eduardo Mondlane en 1949, sans toutefois en faire partie. Entre 1965 et 1968 il sert dans l'armée coloniale portugaise à Nampula. Vers 1970, alors qu'il collabore au journal Notícias, il retire « Calane » de son patronyme, qui aurait révélé qu'il n'était pas blanc. Dans les périodiques auxquels il participe – tel que Tempo –, il veille à introduire des rubriques littéraires. En 1982, il est l'un des fondateurs de l'Association des écrivains mozambicains (AEMO). Il monte également la troupe de théâtre Tchova Xi Ta Duma, dans laquelle il s'implique à la fois comme directeur et comme acteur.
Enseignant à l'université depuis les années 1990, il publie en 2003 un ouvrage dans lequel il met notamment en évidence les apports du ronga, sa langue maternelle, au portugais parlé au Mozambique. En 2009, il soutient, à l'université de Porto, une thèse intitulée Do léxico à possibilidade de campos isotópicos literários.
Après quelques jours d'hospitalisation dans la capitale mozambicaine en janvier 2021, Calane da Silva est décédé de la maladie à coronavirus 2019.

## Distinctions
En 2011 on lui remet le grade de commandeur de l'ordre de Rio Branco (Brésil), ainsi que le prix José Craveirinha de littérature, décerné pour l'année 2010.